# IC 1867
IC 1867 је лентикуларна галаксија у сазвјежђу Кит која се налази на листи објеката дубоког неба у Индекс каталогу.
Деклинација објекта је + 9° 18' 44" а ректасцензија 2h 55m 52,2s. Привидна величина (магнитуда) објекта IC 1867 износи 13,8 а фотографска магнитуда 14,8. IC 1867 је још познат и под ознакама UGC 2400, MCG 1-8-19, CGCG 415-29, NPM1G +09.0088, PGC 11070.